# 喬尼·梅
喬尼·梅（英語：Jonny May；1990年4月1日—）是一位英格蘭橄欖球運動員。他是英格蘭國家橄欖球隊的一員，代表英格蘭參加了2015年世界盃橄欖球賽。